# 尹東煥
尹東煥（韓語：윤동환，1968年2月27日—）韓國男演員。早年因為希望擔任MBC的一個電視節目主持而參與MBC的試鏡活動，從而加入MBC，並為電視台演出劇集及主持電視節目。

## 演出作品

### 電視劇
- 1993年：MBC《牽牛花》
- 1996年：MBC《蘋果花飄香》
- 1998年：KBS《直到杜鵑花盛開》
- 2000年：MBC《繃帶家族》
- 2006年：MBC《朱蒙》飾演 良白
- 2008年：OCN《不要追究過去》飾演 國情院要員1（特別演出）
- 2008年：MBC《伊甸園之東》飾演 金泰善
- 2010年：KBS《推奴》飾演 龍骨大
- 2011年：MBC《能聽見我的心嗎？》
- 2012年：MBC《武神》
- 2013年：JTBC《老大》飾演 金基白

### 電影
- 2001年：《蝴蝶俱樂部》
- 2006年：《海邊的女人》
- 2008年：《掠奪者們》
- 2011年：《最終兵器弓》
- 2013年：《不倫的時代》
- 2013年：《The weight》